# Мундеркинген
Мундеркинген (нем. Munderkingen) — город в Германии, в земле Баден-Вюртемберг. 
Подчинён административному округу Тюбинген. Входит в состав района Альб-Дунай.  Население составляет 4912 человек (на 31 декабря 2010 года). Занимает площадь 13,08 км². Официальный код  —  08 4 25 081.